# Gyan de Regt
Gyan de Regt (Papendrecht,18 augustus 2003) is een Nederlands profvoetballer die doorgaans als aanvaller speelt. Hij verruilde in 2025 Vitesse voor Excelsior Rotterdam.

## Carrière

### Vitesse
De Regt begon met voetballen bij VV Papendracht waarna hij vertrok naar de jeugdopleiding van FC Dordrecht. Op 18-jarige leeftijd verkaste hij naar de jeugd van Alphense Boys. Na hier exact een jaar gespeeld te hebben nam SBV Vitesse hem over om in hun jeugdopleiding te spelen. Op 18 januari 2022 maakte hij in het toernooi om de KNVB Beker, tegen DVS '33 Ermelo, zijn debuut in het profvoetbal. Op 13 maart 2022 volgde tegen Heracles Almelo ook zijn debuut in de Eredivisie. Op 10 december 2023 scoorde De Regt zijn eerste doelpunt voor Vitesse in de wedstrijd tegen Heracles Almelo. In april 2024 werd hij een vaste basisspeler bij Vitesse waarmee hij dat seizoen degradeerde. Ondanks de degradatie bleef De Regt bij Vitesse. In 2025 werd zijn contract bij de club uit Arnhem niet verlengd.

### Excelsior Rotterdam
Nadat zijn contract bij Vitesse niet werd verlengd vertrok De Regt in juni 2025 naar Excelsior Rotterdam.

## Clubstatistieken
| Seizoen | Club        | Competitie     | Competitie | Competitie | Beker | Beker | Overig | Overig | Totaal | Totaal |
| Seizoen | Club        | Competitie     | Wed.       | Dlp.       | Wed.  | Dlp.  | Wed.   | Dlp.   | Wed.   | Dlp.   |
| ------- | ----------- | -------------- | ---------- | ---------- | ----- | ----- | ------ | ------ | ------ | ------ |
| 2021/22 | SBV Vitesse | Eredivisie     | 1          | 0          | 2     | 0     | 1      | 0      | 4      | 0      |
| 2022/23 | SBV Vitesse | Eredivisie     | 2          | 0          | 1     | 0     | 0      | 0      | 3      | 0      |
| 2023/24 | SBV Vitesse | Eredivisie     | 26         | 1          | 4     | 0     | 0      | 0      | 30     | 1      |
| 2024/25 | SBV Vitesse | Eerste divisie | 35         | 4          | 1     | 0     | 0      | 0      | 36     | 4      |
| Totaal  | Totaal      | Totaal         | 64         | 5          | 8     | 0     | 1      | 0      | 73     | 5      |

Bijgewerkt t/m 12 juni 2025.

## Interlandcarrière
Op 6 september 2022 maakte de Regt zijn debuut voor Nederland –19.